# 失格
失格（しっかく、英:disqualification）とは、競技や試験において、参加している競技者ないし試験などの受験者の参加資格を途中で剥奪し、または後から対象者があげた成績を取り消すことである。

## 概要
スポーツ（Disqualifiedの略としてD Q. またはDSQと記されることがある）をはじめ、実に広い範囲の競技で（あるいは比喩的にも）使われる。「欠格」とほぼ同義に使用されることもあるが、厳密に言うと「欠格」とは最初から資格が無いことを言うのに対し、「失格」は持っていた資格を剥奪されることを意味する。なお、試験ではカンニングなどの不正行為を行った場合などに「失格」が適用される。(なお、試験の失格の詳細はカンニングを参照)
一般に、失格はその催しの主催者によって宣言される。失格は同試技内でのみ有効の場合と、大会単位で有効となる場合とがあり、後者の場合失格となった選手はそれ以降の試技に参加することができない失格処分を受けるまでの間に、当該競技者がその催しにおいてあげた成績については、無効となることが多い。その場合、競技者は最初から競技に参加していなかったことになるか、もしくはそれに準ずる扱いを受ける。
多くの競技において、失格は主催者が参加者に対して科すことのできる最も重い処分であり、参加者にとって最も不名誉な処分の一つである。勿論、試験の失格も同様である。失格とされる理由は競技によって様々であるが、多くの場合は、ルールによってあらかじめ決められている禁じ手の使用や、競歩の歩行法のような決まりごとの逸脱、明らかに倫理・道徳に反する非人間的な行為、スポーツマンシップに反するなどのアンフェアな行為（試験においてはカンニング、スポーツにおいてはドーピングなどが該当する）、審判の権威や円滑な競技進行を損なう行為（認められない抗議・座り込み・暴行などのほか、遅刻、故意の競技遅延、制限時間を過ぎても競技・解答をやめないなど）、替え玉などがある。多くの場合は当該競技者の故意や悪意によってなされるが、陸上競技におけるフライング（不正スタート）など、偶発的なものでも失格とされることがある。
多くの競技において、失格を宣言できるケースはルールによって定められているが、その適用可能範囲はいずれもかなり限定的なものになっており、大会ごとのルールによってなるべく差し控えるように規定されているか、そのように考えられている場合もある。加えて、失格処分は、それ自身が制裁として最高レベルであるとともに高い例外性をも持つがゆえに物議を醸すこともあり、その際にもやはり主催者が非難や攻撃の的となる。
通常、失格処分はその催しの中においてのみ有効であるが、競技によって、また場合によってはその選手に対する有期の、あるいは永久の出場停止・参加拒否・追放などの処分が伴うことがある。
スポーツのほか、一部のコンピューターゲームにおいてもゲーム内のミッションをクリアできなかった場合やゲーム内で不正行為を行った場合は「失格」とされる場合がある。
以下では、各競技の失格に関するルールや事例について記述する。

## 競馬
2012年までの日本の競馬においては、斜飛・斜行するなどして他馬に著しく接触・押圧・衝突し、他馬への走行妨害を行った馬は、通常降着処分を受け、審判たる「裁決委員」により被害馬の一つ下の着順へ下げられることとなっていたが、もし加害馬が与えた不利によって被害馬が落馬・負傷するなどして競走を中止した場合は、加害馬は無条件に失格となった。
2013年以降は、海外競馬ですでに行われているルールに合わせる形で、被害馬が競走中止したか完走したかにかかわらず、加害馬の行為の悪質性と競走にもたらした影響によっては失格とされうるよう、ルールが改正された。
走行妨害の他にも、走路外逸走または落馬したときにその地点に引き返さないでレースを継続した場合、定められた時間を超えて入線した場合(「タイム失格」制度。タイムオーバーを参照)、負担重量の過不足（前検量と後検量の差が1 kg超過）、禁止薬物の使用、不正協定の実行等が失格事由として定められている。なお、競走から5年以内に禁止薬物の使用、不正協定の実行が判明した場合には、当該馬は失格となる。その場合でも、投票券上は変更されない。中央競馬における失格は、農林省令競馬法施行規則第八条、日本中央競馬会競馬施行規程第8章第123条、第125条などを根拠としている。
競馬施行規程第10章第150条、151条に基づき、中央競馬では加害馬の関係者（馬主・調教師・騎手）は失格・降着の裁決について、被害馬の関係者は審議の棄却の裁決について、それぞれ、必要書類と保証金10万円を添えて裁定委員会に対して不服申立てをすることができる。裁決委員が出す「裁決」に対して、裁定委員会が出す最終決定のことを「裁定」という。なお、競馬施行規程第8章第128条第1項に基づき着順確定後5年以内に裁定委員会によって失格とされた馬の関係者は、同規程第10章第152条、第153条に基づき、日本中央競馬会理事長に対して裁定の取り消しを求めることができる。
失格となった馬（の馬主・調教師・騎手など）には、ゴールした順位にかかわらず賞金・賞品（トロフィーなど）が与えられず、出走手当等も支給されない。騎手に対しては、実質数週間〜数ヶ月程度の騎乗停止処分が下されるが、永久の処分はない。失格の原因が騎手ではなく馬にある場合は、馬に対して有期の出走停止処分が行われることもありうるが、そもそも走行妨害の原因が馬にある場合に失格処分が下ること自体が稀である。
かつて、降着制度がなかった時代は、不正な走行に対する制裁は、着順変更を伴わない騎手のみへの制裁か、さもなければ失格しかなかったため、他馬への進路妨害があっても失格処分が下るケースは限定的であった。ミスターシービーが勝った1983年日本ダービー、シンボリルドルフが勝った1984年皐月賞などでは、優勝馬がレース中に他馬の走行を妨害していたが、結局失格処分ではなく騎手への騎乗停止処分で済んだ。八大競走優勝馬を失格にすることを憚った裁決委員の判断によるものであると言われる。「騎手のみへの制裁」と「失格」の中間である降着制度ができたのは、日本では1991年である。それ以降は実質的に「失格」ではなく「降着」が走行妨害への制裁のメインとなっていく。
以下に日本競馬における、もしくは関わりのある主な失格事例を挙げる。特に理由が示されていないものは全て他馬への走行妨害によるものである。
- 1939年 優駿牝馬 ヒサヨシ 1位入線失格 薬物検査で陽性
- 1939年 目黒記念（秋） スゲヌマ 1位入線失格 薬物検査で陽性
- 1955年 中山4歳ステークス（現ラジオNIKKEI賞） イチモンジ 1位入線失格 決勝線手前で内斜行
- 1958年 中山4歳ステークス（現ラジオNIKKEI賞） ヒシマサル 1位入線失格 向正面で内斜行
- 1985年 - 朝日チャレンジカップ ニシノライデン 1位入線失格 最後の直線で外斜行
- 1987年 天皇賞（春） ニシノライデン 2位入線失格
- 1988年 皐月賞 メイブレーブ 7位入線失格
- 1988年 皐月賞 マイネルフリッセ 15位入線失格
- 1988年 有馬記念 スーパークリーク 3位入線失格
- 1999年 - 緑風ステークス　シンコウシングラー 2位入線失格 後検量における騎手の斤量不足（シンコウシングラー事件）
- 2001年 - 京都大賞典 ステイゴールド 1位入線失格 最後の直線で外斜行し、被害馬（ナリタトップロード）が落馬・競走中止
- 2006年 - 凱旋門賞 ディープインパクト 3位入線失格 使用禁止薬物検出[注釈 6]のため
- 2012年 - NHKマイルカップ マウントシャスタ 6位入線失格 最後の直線で内斜行し、被害馬（シゲルスダチ）が落馬・競走中止[注釈 7]

降着制度が導入された1991年以降は、「失格」以外の妥当な処分の選択肢が増えたため、失格事例は被害馬が落馬したなどの場合に限られる。失格が減ったからといって、審判が甘くなったことを意味するのではない。ただし2013年以降は、降着・失格となるようなケースが大幅に減少することになっているため、その妥当性の評価には今後の動向の注視が不可欠である。

## 競輪
現在ではすべてのレースにおいて、失格すると即日帰郷となり、その開催のレースには出られなくなる。

## モータースポーツ
詳細はペナルティ (モータースポーツ)#類型を参照。なお、ドライバーやチームの不正行為のみならず、車両規定違反で失格となるケースも存在する。